# Temporada 2007 del Intercontinental Rally Challenge
La temporada 2007 fue la edición 2º del Intercontinental Rally Challenge. Comenzó el 9 de marzo en el Rally Safari y finalizó el 11 de noviembre en el Rally de China.

## Calendario
| N.º | Fecha               | Rally                              | Superficie | Series       | Info       |
| --- | ------------------- | ---------------------------------- | ---------- | ------------ | ---------- |
| 1   | 9–11 de marzo       | 55. KCB Rally Safari               | Tierra     | ARC          | Resultados |
| 2   | 11–13 de mayo       | 36. Fiat Rally                     | Tierra     | ERC          | Resultados |
| 3   | 22–24 de junio      | 43. Blegium Ypres Westhoek Rally   | Asfalto    | ERC          | Resultados |
| 4   | 12–14 de julio      | Rally Russia                       | Tierra     |              | Resultados |
| 5   | 2–4 de agosto       | 48. Rali Vinho da Madeira          | Asfalto    | ERC          | Resultados |
| 6   | 24–26 de agosto     | 37. Barum Rally Zlín               | Asfalto    | ERC, Chequia | Resultados |
| 7   | 27–29 de septiembre | 49. Rallye Sanremo                 | Asfalto    | Italia       | Resultados |
| 8   | 25–27 de octubre    | 48. rallye International du Valais | Asfalto    |              | Resultados |
| 9   | 9–11 de noviembre   | 10. Rally China Longyou            | Tierra     |              | Resultados |

## Equipos
| Equipo                        | Vehículo                       | Piloto               | Copiloto             | Rondas  |
| ----------------------------- | ------------------------------ | -------------------- | -------------------- | ------- |
| Peugeot Sport España          | Peugeot 207 S2000              | Enrique García Ojeda | Jordi Costa Barrades | 2–8     |
| Peugeot Sport España          | Peugeot 207 S2000              | Nicolas Vouilloz     | Nicolas Klinger      | 2–8     |
| Racing Lions SRL              | Peugeot 207 S2000              | Luca Rossetti        | Matteo Chiarcossi    | 3, 7    |
| Peugeot Total                 | Peugeot 207 S2000              | Bruno Magalhães      | Paulo Grave          | 5, 7    |
| Peugeot Team Belux            | Peugeot 207 S2000              | Bernd Casier         | Frédéric Miclotte    | 3, 5–8  |
| Abarth & C. Spa               | Fiat Abarth Grande Punto S2000 | Andrea Navarra       | Guido D'Amore        | 1–4     |
| Abarth & C. Spa               | Fiat Abarth Grande Punto S2000 | Andrea Navarra       | Dario D'Esposito     | 5–8     |
| Abarth & C. Spa               | Fiat Abarth Grande Punto S2000 | Giandomenico Basso   | Mitia Dotta          | 5, 7    |
| Abarth & C. Spa               | Fiat Abarth Grande Punto S2000 | Umberto Scandola     | Luigi Pirollo        | 1, 3    |
| Abarth & C. Spa               | Fiat Abarth Grande Punto S2000 | Umberto Scandola     | Guido D'Amore        | 7–8     |
| Abarth & C. Spa               | Fiat Abarth Grande Punto S2000 | Anton Alén           | Timo Alanne          | 2, 4, 6 |
| Mitsubishi Lancer Wan Yu Team | Mitsubishi Lancer Evo IX       | David Higgins        | Ieuan Thomas         | 9       |
| Island Motorsport             | Mitsubishi Lancer Evo IX       | Renato Taravaglia    | Lorenzo Granai       | 2–5     |
| Citroën Sport                 | Citroën C2 S1600               | Simon Jean-Joseph    | Jacques Boyere       | 2–6     |
| Belgian VW Club               | Volkswagen Polo S2000          | Freddy Loix          | Robin Buysmans       | 3       |

## Resultados

### Campeonato de pilotos
| Pos  | Piloto               | SAF | TUR | YPR | RUS | MAD | ZLI | SAN | VAL | CHN | Pts |
| ---- | -------------------- | --- | --- | --- | --- | --- | --- | --- | --- | --- | --- |
| 1    | Enrique García Ojeda |     | 3   | 2   | 2   | 3   | 2   | 6   | 2   |     | 47  |
| 2    | Nicolas Vouilloz     |     | 1   | Ret | 3   | 10  | 1   | 3   | 1   |     | 42  |
| 3    | Andrea Navarra       | 1   | 2   | 3   | 4   | Ret | 7   | 10  | Ret |     | 32  |
| 4    | Luca Rossetti        |     |     | 1   |     |     |     | 1   |     |     | 20  |
| 5    | Giandomenico Basso   |     |     |     |     | 1   |     | 2   |     |     | 18  |
| 6    | Umberto Scandola     | Ret |     | 5   |     |     |     | 4   | 3   |     | 15  |
| 7    | Anton Alén           |     | 4   |     | 1   |     | Ret |     |     |     | 15  |
| 8    | Bernd Casier         |     |     | 4   |     | 6   | 5   | 14  | Ret |     | 13  |
| 9    | David Higgins        |     |     |     |     |     |     |     |     | 1   | 10  |
| 10   | Bruno Magalhães      |     |     |     |     | 2   |     | Ret |     |     | 8   |
| 11   | Lang Xu              |     |     |     |     |     |     |     |     | 2   | 8   |
| 12   | Hideaki Miyoshi      | 2   |     |     |     |     |     |     |     |     | 8   |
| 13   | Václav Pech          |     |     |     |     |     | 3   |     |     |     | 6   |
| 14   | Martin Rowe          |     |     |     |     |     |     |     |     | 3   | 6   |
| 15   | Asad Answar          | 3   |     |     |     |     |     |     |     |     | 6   |
| 16   | Freddy Loix          |     |     | Ret |     | Ret | Ret | 11  | 4   |     | 5   |
| 17   | Roman Kresta         |     |     |     |     |     | 4   |     |     |     | 5   |
| 18   | José Pedro Fontes    |     |     |     |     | 5   |     |     |     |     | 5   |
| 19   | Brian Green          |     |     |     |     |     |     |     |     | 7   | 5   |
| 20   | Sammy Aslam          | 8   |     |     |     |     |     |     |     |     | 5   |
| 21   | Renato Travaglia     |     | 5   | 13  | Ret | Ret | 8   | Ret |     |     | 5   |
| 22   | Marco Cavigioli      |     | 16  | 21  | 5   | 15  | Ret | 20  |     |     | 4   |
| 23   | Paolo Andreucci      |     |     |     |     |     |     | 5   |     |     | 4   |
| 24   | Luca Betti           |     | 21  | Ret | Ret | Ret | 22  | 30  | 9   |     | 4   |
| 25   | Qingxian Hua         |     |     |     |     |     |     |     |     | 9   | 4   |
| 26   | Robert Gow           | 19  |     |     |     |     |     |     |     |     | 4   |
| 27   | Simon Jean-Joseph    |     | 8   | 10  | 11  | 8   | 10  |     |     |     | 4   |
| 28   | Volkan Isik          |     | 6   | Ret |     | 14  | 13  |     |     |     | 3   |
| 29   | Václav Arazim        |     |     |     |     |     | 6   |     |     |     | 3   |
| 30   | Corrado Fontana      |     |     | Ret |     | 7   | Ret |     |     |     | 3   |
| 31   | Patrick Snijers      |     |     | 7   |     |     |     |     |     |     | 3   |
| 32   | Andrey Zhigunov      |     |     |     | 7   |     |     |     |     |     | 3   |
| 33   | Philippe Roux        |     |     |     |     |     |     |     | 10  |     | 3   |
| 34   | Shinichiro Karakama  |     |     |     |     |     |     |     |     | 10  | 3   |
| 35   | Navraj Hans          | 25  |     |     |     |     |     |     |     |     | 3   |
| 36   | Tomasz Czopik        |     | 7   | 11  |     | Ret |     |     |     |     | 2   |
| 37   | Dimitar Iliev        |     | Ret | 8   |     | Ret | Ret |     |     |     | 2   |
| 38   | Boris Fedotov        |     |     |     | 8   |     |     |     |     |     | 2   |
| 39   | Gilles Panizzi       |     |     |     |     |     |     | 8   |     |     | 2   |
| 40   | Jean-Philippe Radoux |     |     |     |     |     |     |     | 11  |     | 2   |
| 41   | Chunlei Shi          |     |     |     |     |     |     |     |     | 11  | 2   |
| 42   | Gergely Szabo        |     |     |     | 9   |     | 17  |     |     |     | 1   |
| 43   | Alexandre Camacho    |     |     |     |     | 9   |     |     |     |     | 1   |
| 44   | Devis Cremona        |     |     |     |     |     |     |     | 12  |     | 1   |
| 45   | Fenghze Xie          |     |     |     |     |     |     |     |     | 12  | 1   |
| Pos- | Piloto               | SAF | TUR | YPR | RUS | MAD | ZLI | SAN | VAL | CHN | Pts |

| Color     | Resultado                                              |
| Oro       | Ganador                                                |
| Plata     | 2ª plaza                                               |
| Bronce    | 3ª plaza                                               |
| Verde     | Finalizó (diez primeros)                               |
| Azul      | Finalizó                                               |
| Violeta   | No terminó (Ret)                                       |
| Negro     | Descalificado (DES)                                    |
| Blanco    | No empezó (DNS)                                        |
| Blanco    | Excluido (EX)                                          |
| Blanco    | Lesionado (LES)                                        |
| Sin color | No participó                                           |
| x1        | Puntos extra                                           |
| (x)       | Entre paréntesis, puntos no computables para el total. |